# Chipai Lake
Der Chipai Lake ist ein See im Kenora District im Norden der kanadischen Provinz Ontario.

## Lage
Der Chipai Lake liegt östlich des benachbarten Wapikopa Lake und westlich des benachbarten Kanuchuan Lake. Der Winisk River durchquert den See in ostsüdöstlicher Richtung. Der  Chipai Lake befindet sich 320 km südsüdwestlich der Hudson Bay, 375 km westlich der James Bay sowie etwa 300 km nördlich des Nipigonsees. Der See liegt am Rande des Kanadischen Schildes unweit des Übergangs zur Hudson-Bay-Niederung.
Der stark verzweigte See hat eine Längsausdehnung in SSW-NNO-Richtung von 18 km sowie eine maximale Breite von 7 km. 
Zu den größten Inseln gehören Cotter Island, Howson Island und Ivey Island. Ferner gibt es die Halbinsel Starrup Peninsula, die über eine schmale Landverbindung mit dem Festland verbunden ist. Der 209 m hoch gelegene See hat eine Wasserfläche von ungefähr 58 km².